# 瀬尾智美 (サッカー選手)
瀬尾 智美（せお ともみ、生年不明）は、日本の元女子サッカー選手。元サッカー日本女子代表。

## 来歴
田崎真珠神戸レディースでプレー。1989年の第1回日本女子サッカーリーグでは、プリマハムFCくノ一所属の東明有美らとともに敢闘賞を受賞した。サッカー日本女子代表では、1986年1月21日、インドネシア遠征でのインド代表との試合でデビューした。試合は0-1で敗れた。その後代表での出場は無く、代表での出場はこの1試合だけとなった。

## 代表歴
- 1986年1月21日 - A代表初出場 - インド戦

### 試合数
- 国際Aマッチ 1試合（1986）

| 日本代表 | 国際Aマッチ | 国際Aマッチ |
| 年       | 出場        | 得点        |
| -------- | ----------- | ----------- |
| 1986     | 1           | 0           |
| 通算     | 1           | 0           |

### 出場
| # | 開催日         | 開催地     | 会場 | 相手   | 結果 | 監督     | 大会                 |
| - | -------------- | ---------- | ---- | ------ | ---- | -------- | -------------------- |
| 1 | 1986年01月21日 | ジャカルタ |      | インド | ●0-1 | 鈴木良平 | スハルト大統領夫人杯 |

## 獲得タイトル
1989年・日本女子サッカーリーグ・敢闘賞